# Dissosteira pictipennis
Dissosteira pictipennis är en insektsart som beskrevs av Bruner, L. 1905. Dissosteira pictipennis ingår i släktet Dissosteira och familjen gräshoppor. Inga underarter finns listade i Catalogue of Life.